# Kazım Sarı
Kazım Sarı (* 9. März 1982 in Balıkesir) ist ein türkischer Fußballtorhüter.

## Karriere
Sarı erlernte das Fußballspielen in der Jugendmannschaft des Amateurvereins Gömeç Belediyespor und wechselte im Sommer 2000 in die Jugend von Balıkesirspor. Bereits nach einer Spielzeit stieg er, mit einem Profivertrag ausgestattet, in die erste Mannschaft auf. Hier eroberte er sofort den Posten des Stammtorwarts und absolvierte bis zum Saisonende 27 Ligaspiele.
Zur neuen Saison wechselte er zum Zweitligisten Çanakkale Dardanelspor und war hier zunächst sechs Spielzeiten lang als Ersatzkeeper im Einsatz. Lediglich die Spielzeit 2004/05 verbrachte er als Leihspieler bei Mersin İdman Yurdu.
Im Sommer 2007/08 wechselte er zum Drittligisten Karabükspor und wurde hier auf Anhieb Stammkeeper. In seiner ersten Spielzeit erreicht man die Vizemeisterschaft der TFF 2. Lig und damit den direkten Aufstieg in die TFF 1. Lig. Auch in der 1. Lig spielte er zunächst durchgängig. Mit Ende der Hinrunde der Spielzeit 2008/09 wurde er nacheinander an die Vereine Alanyaspor und Fethiyespor ausgeliehen.
Mit seinem Vertragsende bei Karabükspor verließ er diesen Verein, wechselte zum Zweitligisten Gaziantep Büyükşehir Belediyespor und war hier zwei Jahre lang aktiv.
Nach Zwischenstationen und wenigen Einsätzen bei Göztepe Izmir und Aydınspor 1923 unterschrieb er in der Winterpause 2013/14 bei Denizlispor einen Vertrag bis zum Saisonende. Hier blieb er bis zur Winterpause der Saison 2015/16 und wechselte im Januar 2016 zu Menemen Belediyespor.

## Erfolge
Mit Karabükspor:
- Vizemeister der TFF 2. Lig und Aufstieg in die TFF 1. Lig: 2007/08